# 유전소자
유전소자는 유전자중에서 가장 최소한의 변이의 원인이 되는 것을 말한다. 주로 대립형질인자(allele)이며, 변이나, 인델, 구조적 변화, 복사수의 변화들이다. 유전소자는 유전인자로 작용을 할 수도 있고 아닐 수도 있다. 단염기다형성(SNP)는 대표적 유전소자이다.